# Pavel Sudoplatov
Pavel Anatolievici Sudoplatov (n. 29 iunie/12 iulie 1907, Melitopol, gubernia Taurida, Imperiul Rus – d. 24 septembrie 1996, Moscova, Rusia) a fost un ofițer superior sovietic de spionaj și securitate, promovat până la gradul de general-locotenent.
A fost implicat în mai multe acțiuni importante, cum ar fi asasinarea lui Troțki în 1940 și a episcopului Teodor Romja în 1947.

## Viața
S-a născut în anul 1907 în orășelul ucrainean Melitopol, mama fiind rusoaică, iar tata un morar ucrainean. A fost botezat în ritul Bisericii Ortodoxe Ruse.
În 1919 la 12 ani a fugit de acasă și s-a înrolat într-un regiment al Armatei Roșii care servea lângă Melitopol, fiind repartizat la o companie de semnalizatori.
În anul 1928 s-a căsătorit cu Emma Kaganova, evreică originară din Gomel (Bielorusia), înregistrarea căsătoriei fiind facută abia în 1951.
Din ordinul lui Stalin Sudoplatov a executat asasinarea la data de 23 mai 1938 a unuia din liderii naționaliști ucraineni,  Evjen Konovaleț făcându-i cadou o bombonieră în care se afla o bombă artizanală, aceasta la restaurantul „Atlanta” din orașul olandez Rotterdam.
Pavel Sudoplatov a lucrat în KGB vreme de peste cincizeci ani, fiind responsabil de un Departament care se ocupa cu organizarea de răpiri, asasinate și sabotaje.
În 1953, după moartea lui Stalin, a fost arestat și condamnat la 15 ani de închisoare, din care a executat cinci. În 1991 a izbutit să se reabiliteze.